# メンダコ
メンダコ（面蛸、面鮹、学名：Opisthoteuthis depressa）はメンダコ科に属するタコの一種である。

## 記載
メンダコの記載は、理科大学動物学教室（現東京大学理学部）の飯島魁と池田作次郎によって行われた。記載論文は、1895年7月に発表された『奇形ノ章魚 (Opisthoteuthis depressa n. sp) ニ就テ』である。同年12月、同著者らによって出版された記載論文の英語版『Description of Opisthoteuthis depressa, n. sp』が誤引用されることが多い。

## 特徴

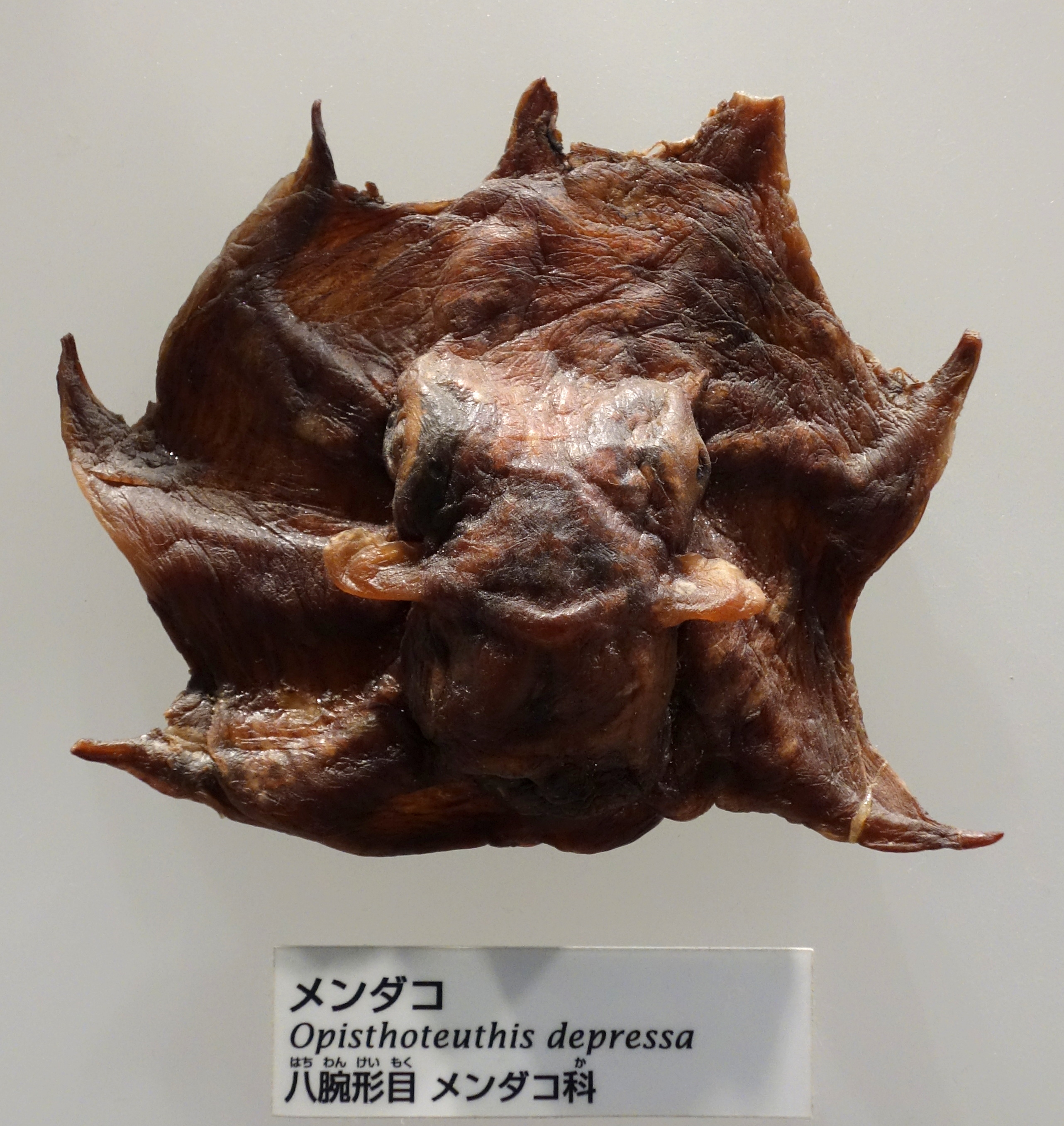
メンダコの乾燥標本。国立科学博物館にて。

普通に見られるタコの仲間とはかなり異なった外観をしており、放射状に脚が拡がっている。その脚の半分以上は大きな膜に覆われ、普通のタコと違いあまり脚の自由は利かない。普通のタコでは二列となっている吸盤も、メンダコは一列しかない。その周りに長い感覚毛が多く生えており、これは本種の他にも深海を住処にしているタコ類の特徴である。
非常に扁平で押しつぶしたような姿をしている。暗い深海で生息しているために墨袋は無くなり、普通のタコが持っているような墨を吐く事はできない。体長は20センチほどで比較的小形。
そのパラシュートのような姿とユーモラスな外観から、UFOを思い浮かべる人もいる。水から上げると柔らかい体を支えきれず、スライム状にのびてしまう。

## 生態
深海性のタコであるため、詳しい生態は不明である。
水深200 mから1000 m付近の海底近くに住む。普通のタコと比べその体型ゆえに水を取り込む隙間が狭いので、水を取り込んで漏斗から噴射して素早く動く事はできないが、餌の少ない深海で生きるために、体力消耗を抑えるようにゆっくりした動きになったと言われる。
他の深海性の多くのタコ類に見られる胴体から伸びた鰭状部分が発達しているが、それらのタコ類に比べれば本種のは小さいので遊泳に用いることはなく、鰭をスタビライザーのようにして、海中で方向転換や姿勢制御などに使うとされる。
足にある吸盤は、雄は大きくバラバラで、雌は足に沿って一列で小型である。
餌は主に底性生物（ベントス）のヨコエビ類などといった、小型甲殻類などである。国内の一部水族館では産卵に成功し、葛西臨海水族園や沼津港深海水族館では孵化にも成功した。

## 飼育
飼育が非常に難しいため、長期で飼育・展示をする水族館は貴重である。日本ではかつてアクアワールド茨城県大洗水族館、葛西臨海水族園、鳥羽水族館、新江ノ島水族館、名古屋港水族館、沼津港深海水族館、サンシャイン水族館が飼育・展示していた。2022年3月現在、国内最長飼育・展示記録はサンシャイン水族館が保持している（展示77日、飼育78日）。近縁種であるオオメンダコについてはアクアマリンふくしまが155日間の飼育に成功している。
人工ふ化
葛西臨海水族園、沼津深海魚水族館、三津シーパラダイスなどが人工孵化を成功させている。

## 食用
食べられなくはないものの、味は海水のようで非常に不味いという。また、匂いがシンナー系薬品のような異臭を放つので、底引き網などにかかると他の魚に匂いがつかないように漁師達にはすぐに捨てられている。

## 近縁種
日本近海にはメンダコの他、センベイダコ（Opisthoteuthis japonica）、オオメンダコ（Opisthoteuthis californiana、英: Flapjack octopus）の3種が生息している。
また、メンダコ科のタコは傘のような見た目から英語でUmbrella octopusと呼ばれる。

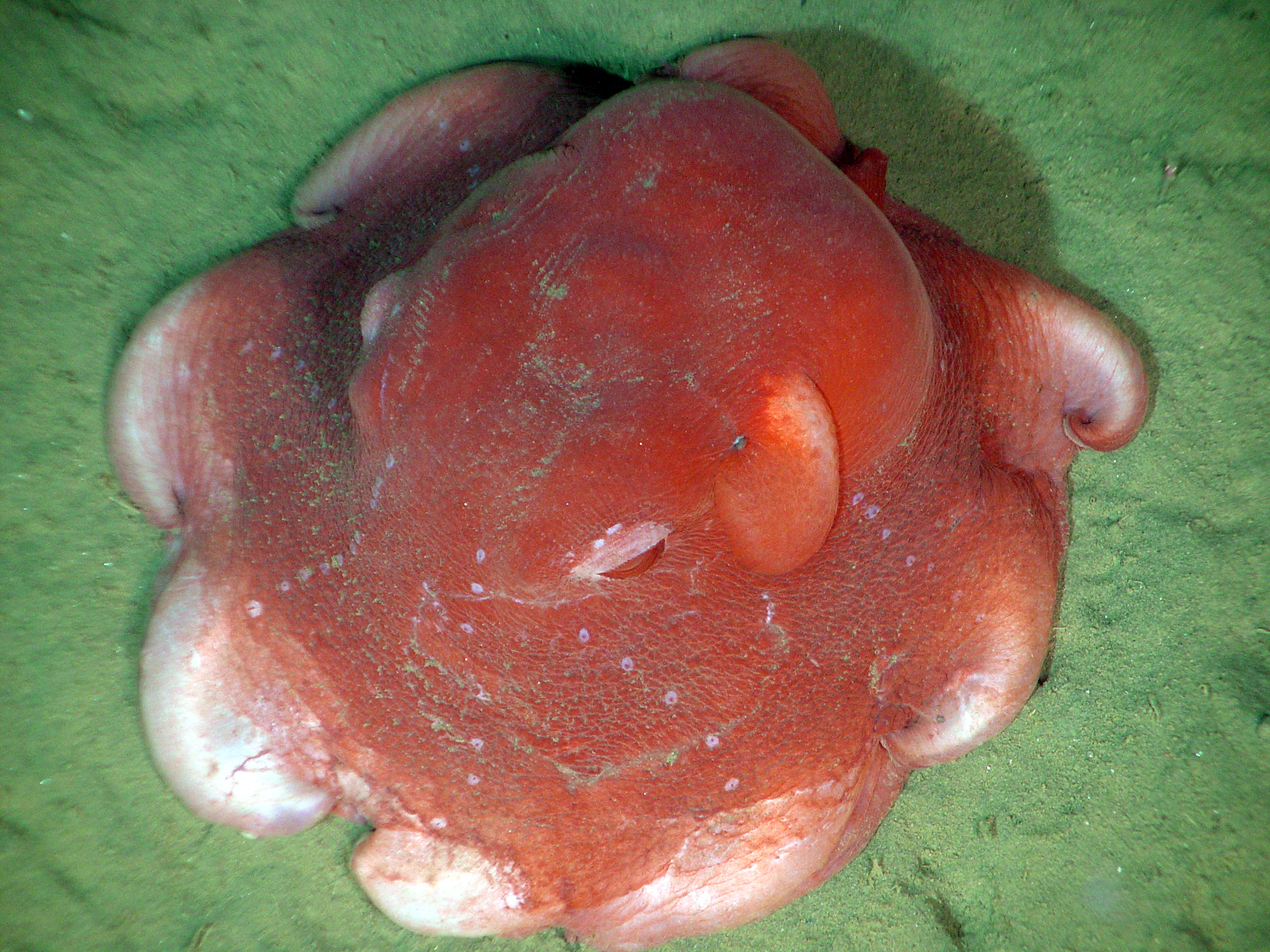
オオメンダコ Opisthoteuthis californiana
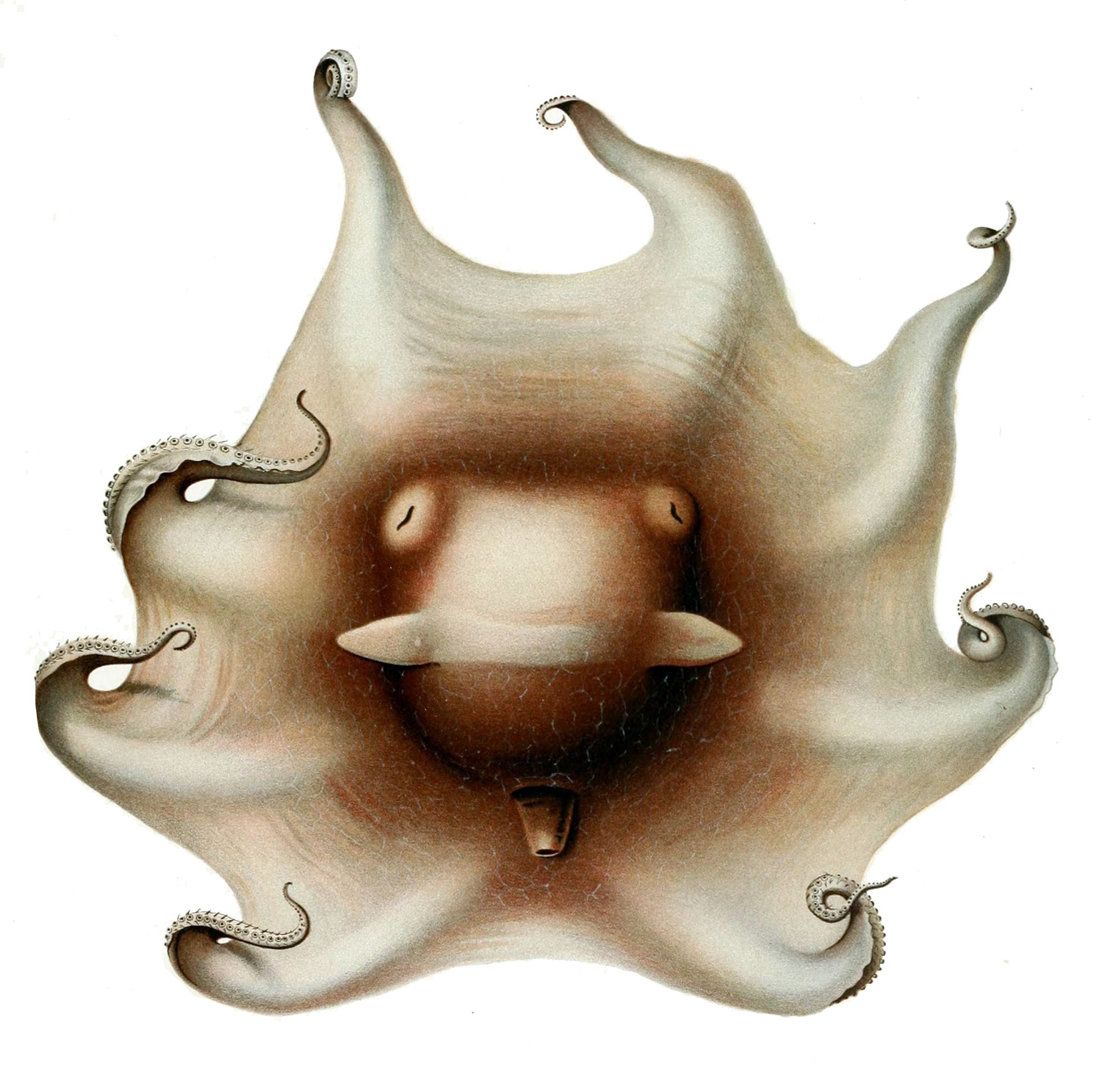
メンダコの一種 Opisthoteuthis extensa
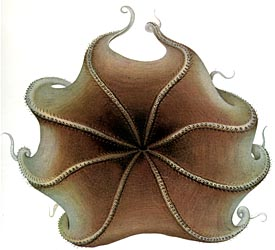
Opisthoteuthis extensaの裏
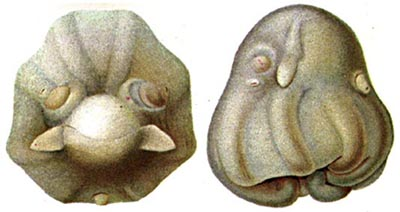
メンダコの一種 Opisthoteuthis medusoides